# 高宝
高 宝（こう ほう、生年不詳 - 323年）は、東晋初期の軍人。出身は不明。征南大将軍陶侃の元で活躍するが、吏部郎阮放の奸計によって非業の最期を遂げた。

## 生涯
西晋に反乱を起こした杜弢に仕えていた。
建興3年（315年）8月、寧遠将軍陶侃は長沙を攻略した。高宝は毛宝・梁堪とともに捕らわれ、陶侃とともに帰還した。
永昌元年（322年）1月、平南将軍陶侃は、安南将軍甘卓が東晋朝廷に反乱を起こした大将軍王敦に対して討伐の兵をあげると信じ、参軍に任じていた高宝に兵を与え、広州から武昌に向けて北上させた。
太寧元年（323年）6月、交州で暴政を敷く梁碩を討伐するため、陶侃は高宝を遣わした。高宝は梁碩を攻めて討ち取り、首級を建康に送った。
吏部郎阮放は交州刺史になることを求め、容れられた。阮放は寧浦に至ると、梁碩を討伐して交州から帰還する途上の高宝に出会った。阮放は高宝を遇するため、宴を設けた。高宝は宴に向かう途中、阮放が配した伏兵に殺害された。高宝の軍は阮放らを撃ち、敗走した阮放は交州の簡陽城に至った。阮放は城内の水が枯れたことと、高宝の祟りを受けて病となり、病死した。